# منطقه بدون جنگ‌افزار هسته‌ای
| نام پیمان                                              | منطقه                                                  | مساحت (کیلومتر مربع) | کشورهای عضو | تاریخ اجرا     |
| ------------------------------------------------------ | ------------------------------------------------------ | -------------------- | ----------- | -------------- |
| سیستم پیمان جنوبگان                                    | جنوبگان                                                | ۱۴٬۰۰۰٬۰۰۰           |             | ۲۳ ژوئن ۱۹۶۱   |
| پیمان فضای بیرونی                                      | فضای بیرونی                                            |                      |             | ۱۰ اکتبر ۱۹۶۷  |
| پیمان تلاتلولکو                                        | آمریکای لاتین و کارائیب                                | ۲۱٬۰۶۹٬۵۰۱           | ۳۳          | ۲۵ مه ۱۹۶۹     |
| پیمان کنترل تسلیحات در کف دریا                         | بستر دریا                                              |                      |             | ۱۸ آوریل ۱۹۷۲  |
| پیمان راروتونگا                                        | اقیانوس آرام جنوبی                                     | ۹٬۰۰۸٬۴۵۸            | ۱۳          | ۱۱ دسامبر ۱۹۸۶ |
| پیمان بانکوک                                           | انجمن ملل آسیای جنوب شرقی                              | ۴٬۴۶۵٬۵۰۱            | ۱۰          | ۲۸ مارس ۱۹۹۷   |
| پیمان سمیپالاتینسک                                     | آسیای میانه                                            | ۴٬۰۰۳٬۴۵۱            | ۵           | ۲۱ مارس ۲۰۰۹   |
| پیمان پلیندابا                                         | آفریقا                                                 | ۳۰٬۲۲۱٬۵۳۲           | ۵۳          | ۱۵ ژوئیه ۲۰۰۹  |
|                                                        |                                                        |                      |             |                |
| همه کشورهای عضو پیمان‌های منطقه بدون جنگ‌افزار هسته‌ای    | همه کشورهای عضو پیمان‌های منطقه بدون جنگ‌افزار هسته‌ای    | ۸۴٬۰۰۰٬۰۰۰           | ۱۱۵         | ۳۹٪ جمعیت جهان |
| کشورهای دارنده جنگ‌افزار هسته‌ای                         | کشورهای دارنده جنگ‌افزار هسته‌ای                         | ۴۱٬۴۰۰٬۰۰۰           | ۹           | ۴۷٪ جمعیت جهان |
| کشورهایی که عضو هیچ پیمان هسته‌ای یا غیر هسته‌ای نیستند. | کشورهایی که عضو هیچ پیمان هسته‌ای یا غیر هسته‌ای نیستند. | ۲۴٬۰۰۰٬۰۰۰           | ۶۸          | ۱۴٪ جمعیت جهان |

منطقه‌های بدون جنگ‌افزار هسته‌ای
کشورهای دارنده قدرت هسته‌ای
کشورهایی که از طریق ناتو به جنگ‌افزار هسته‌ای دسترسی دارند (بلژیک، آلمان، ایتالیا، هلند و ترکیه)
کشورهای عضو پیمان منع گسترش جنگ‌افزارهای هسته‌ای

بر پایه تعریف سازمان ملل متحد منطقه بدون جنگ‌افزار هسته‌ای قرارداد بین چند کشور است که بر پایه یک پیمان یا معاهده آزاد، هرگونه استفاده، توسعه، یا برپایی جنگ‌افزار هسته‌ای را در یک مکان مشخص منع می‌کند. سازوکارهای بازرسی و کنترل این پیمان‌ها توسط مجمع عمومی سازمان ملل متحد به رسمیت شناخته می‌شوند. منطقه‌های بدون جنگ‌افزار هسته‌ای (که کشورهای دارنده جنگ‌افزار هسته‌ای نیز عضو آن هستند) با پیمان منع گسترش جنگ‌افزارهای هسته‌ای آرمان مشترکی دارند اما از آن جدا هستند. اصطلاح دیگر «منطقه آزاد هسته‌ای» بیشتر به معنی منطقه‌ای است که هم جنگ‌افزار هسته‌ای و هم انرژی هسته‌ای را منع می‌کند. حتی گاهی دفع پسماند هسته‌ای و پیش‌رانش هسته‌ای را نیز منع می‌کند. اما منطقه آزاد هسته‌ای معمولاً از سوی سازمان ملل متحد به عنوان پیمان بین‌المللی شناخته نمی‌شود.
منطقه بدون جنگ‌افزار هسته‌ای، کشورها یا ناحیه‌های کوچکی را که مانند اتریش برپایه قانون خود، غیرقانونی می‌دانند در بر نمی‌گیرد. همانند آن پیمان ۴+۲ (با نام‌های دیگر پیمان اتحاد دو آلمان یا پیمان نهایی حل مسئله آلمان) استفاده از جنگ‌افزار هسته‌ای را پس از اتحاد آلمان در آن کشورِ تازه، بازداشت. اما این پیمان، توافقی میان شش کشور بود و سازوکارهای منطقه بدون جنگ‌افزار هسته‌ای در آن گنجانده نشده بود.

## گستردگی جغرافیایی

منطقه‌های به رنگ آبی تیره، بیرون از منطقه انحصاری اقتصادی هستند. برخی منطقه‌های بدون جنگ‌افزار هسته‌ای به شکل منطقه انحصاری اقتصادی و برخی دیگر به شکل آب‌های سرزمینی تعریف شده‌اند.

امروزه پنج منطقه بدون جنگ‌افزار هسته‌ای قاره‌ای یا زیرقاره‌ای برای گروهی از کشورها (به همراه مرز آبی و مرز هوایی این کشورها)، و سه کشور اداره‌کننده جنوبگان، بستر دریا، و فضای بیرونی وجود دارند که بخشی از هیچ کشوری نیستند. جنوبگان، بستر دریا، و فضای بیرونی، بر مرزهای همه کشورها به غیر از یکی، اولویت دارند. بسیاری از اقیانوس‌های زمین بالاتر از بستر دریا تحت پوشش پیمان‌ها منطقه بدون جنگ‌افزار هسته‌ای نیستند؛ زیرا آزادی دریاها از اعمال هرگونه محدودیت بر آب‌های بین‌المللی پیشگیری می‌کند. سازمان ملل همچنین کشور مغولستان را نیز به عنوان منطقه بدون جنگ‌افزار هسته‌ای به رسمیت شناخت.
منطقه بدون جنگ‌افزار هسته‌ای در جایی که آزادی دریاها وجود دارد آب‌های بین‌المللی را پوشش نمی‌دهد. همچنین به خاطر حرکت موشک‌های هسته‌ای در فضا نیز فضای بیرونی بخشی از منطقه بدون جنگ‌افزار هسته‌ای نیست (که بر خلاف برپایی موشک هسته‌ای در فضای بیرونی است).
در ۱۵ ژوئیه ۲۰۰۹ (میلادی) هنگامیکه پیمان پلیندابا اجرایی شد شش منطقه به اندازه ۵۶٪ سطح کره زمین (۱۴۹ میلیون کیلومتر مربع) و ۶۰٪ از ۱۹۵ کشور جهان و ۳۴٪ بیشتر از سالِ پیش از آن منطقه بدون جنگ‌افزار هسته‌ای شدند. درحالیکه همه این کشورها تنها ۳۹٪ جمعیت جهان را در بر می‌گرفتند و ۹ کشور دارنده جنگ‌افزار هسته‌ای ۲۸٪ مساحت زمین و ۴۶٪ جمعیت جهان را در خود داشتند.
منطقه‌های بدون جنگ‌افزار هسته‌ای جنوبگان، آمریکای لاتین، و اقیانوس آرام جنوبی با خط‌های طول جغرافیایی و عرض جغرافیایی تعریف می‌شوند. در مورد اقیانوس آرام جنوبی، مرز شمال باختری آن با آب‌های سرزمینی استرالیا مشخص می‌شود. چون این سه منطقه بدون جنگ‌افزار هسته‌ای، در کنار هم قرار می‌گیرند مفاد پیمانه‌های منطقه‌های بدون جنگ‌افزار هسته‌ای، برای آب‌های بین‌المللی درون این سه منطقه، قابل اجرا نیستند. در برابر آن، محدوده کشورهای عضو پیمان بانکوک در آسیای جنوب خاوری به صورت قلمروها و منطقه انحصاری اقتصادی آنها تعریف می‌شود. برای کشورهای آفریقایی، محدوده کشورها و قلمروهای آنها که بخشی از سازمان وحدت آفریقا (امروزه اتحادیه آفریقا) هستند جزء پیمان پلیندابا تعریف می‌شود. همچنین آبخوست‌های نزدیک اتحادیه آفریقا و ماداگاسکار نیز بخشی از منطقه کشورهای عضو پیمان پلیندابا هستند. یکی از کشورهای اتحادیه آفریقا، موریس بر قلمرو بریتانیا در اقیانوس هند ادعای مالکیت دارد. ایالات متحده آمریکا یک پایگاه نظامی در جزیره دیه‌گو گارسیا در این قلمرو دارد.

## قدرت هسته‌ای در منطقه بدون جنگ‌افزار هسته‌ای
| کشور          | تعداد نیروگاه |
| ------------- | ------------- |
| آرژانتین      | ۳             |
| برزیل         | ۲             |
| مکزیک         | ۲             |
| آفریقای جنوبی | ۲             |

چهار کشور در منطقه‌های بدون جنگ‌افزار هسته‌ای از انرژی هسته‌ای برای تولید برق استفاده می‌کنند. آفریقای جنوبی برنامه هسته‌ای داشت که در سال ۱۹۸۹ (میلادی) به آن پایان داد.
آرژانتین و برزیل دارای کارخانه‌های غنی‌سازی اورانیوم هستند. در گذشته، لیبی و آفریقای جنوبی، برنامه غنی‌سازی اورانیم داشتند. هرچند که غنی‌سازی اورانیوم در لیبی هیچگاه اجرایی نشد. استرالیا علاقه خود را به غنی‌سازی اقتصادی ابراز کرده و در زمینه غنی‌سازی با لیزر پژوهش می‌کند.
آرژانتین و برزیل می‌خواهند زیردریایی هسته‌ای بسازند.

## پروتکل‌هایی برای کشورهای غیر عضو
| نام پیمان       | بریتانیا                                                                                             | فرانسه                                                | آمریکا                                                                              | هلند                                            |
| --------------- | --- | ----------------------------------------------------- | ----------------------------------------------------------------------------------- | ----------------------------------------------- |
| پیمان تلاتلولکو | آنگویلا، جزایر ویرجین بریتانیا، جزایر کیمن، جزایر تورکس و کایکوس، جزایر فالکلند، جزیره جورجیای جنوبی | گویان فرانسه، گوادلوپ، مارتینیک، سن بارتلمی، سن مارتن | پورتوریکو، جزایر ویرجین ایالات متحده آمریکا، جزایر کوچک حاشیه‌ای ایالات متحده آمریکا | آروبا، کوراسائو، سینت مارتن، جزایر کارائیب هلند |
| پیمان راروتونگا | جزایر پیت‌کرن                                                                                         | پلی‌نزی فرانسه، والیس و فوتونا، کالدونیای نو           | ساموآی آمریکا، جزیره جارویس                                                         |                                                 |
| پیمان پلیندابا  | قلمرو بریتانیا در اقیانوس هند                                                                        | رئونیون، مایوت، ایل-اپارس                             |                                                                                     |                                                 |

چند پیمان منطقه بدون جنگ‌افزار هسته‌ای، پروتکل‌هایی را برای کشورهای غیر عضو و بیرون از محدوده پیمان‌ها که قلمروهایی درون این منطقه‌ها دارند وضع کرده‌اند. انجام مفاد این پروتکل‌ها برای این قلمروها از سوی کشورها لازم است. به غیر از گویان فرانسه، همه این قلمروها آبخوست‌های کوچک هستند. آمریکا پروتکل یکم پیمان راروتونگا را امضا کرده ولی تصویب نکرده‌است. اجرای مفاد این پیمان برای ساموآی آمریکا و جزیره جارویس ضروری است. بریتانیا پیمان پلیندابا را نمی‌پذیرد و از اجرای آن در جزیره دیه‌گو گارسیا در قلمرو بریتانیا در اقیانوس هند که آمریکا در آن یک پایگاه نظامی دارد سر باز می‌زند.

## نیم‌کره جنوبی

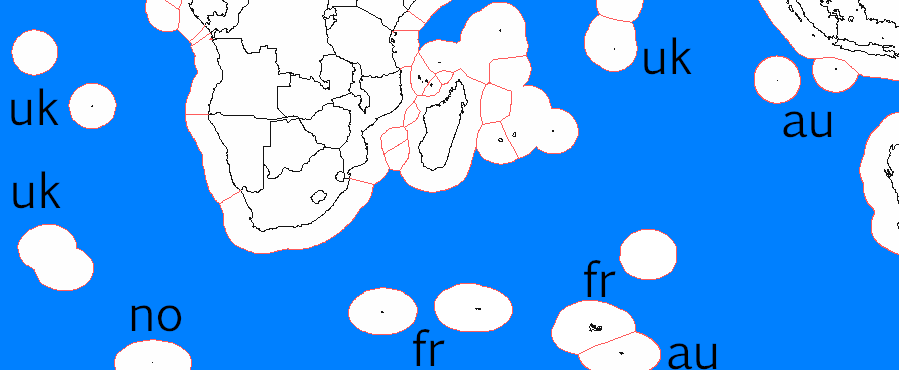
منطقه بین مدار ۶۰ درجه جنوبی، نصف‌النهار ۲۰ درجه غربی، و نصف‌النهار ۱۱۵ درجه خاوری به غیر از آفریقا، اندونزی، و استرالیا و آبخوست‌های نزدیک و آب‌های اطراف آنها، بیرون از پنج پیمان منطقه بدون جنگ‌افزار هسته‌ای در نیم‌کره جنوبی هستند. بخش کوچکی ار اقیانوس (که بیرون از گوشه بالا-راست این نقشه است) بین اندونزی و استرالیا نیز جزئی از هیچ پیمان منطقه بدون جنگ‌افزار هسته‌ای نیست.
آبخوست‌های استرالیا در محدوده اعمال مفاد پیمان راروتونگا هستند. اما دیگر آبخوست‌های اقیانوسی در این منطقه که در مالکیت بریتانیا، فرانسه، نروژ، و مالدیو هستند (به جز تیمور شرقی) تنها خشکی‌های نیم‌کره جنوبی هستند که عضو هیچ پیمان منطقه بدون جنگ‌افزار هسته‌ای نیستند.

وزش همیشگی باد در استوا و تأثیر انفجارهای هسته‌ای در نیم‌کره شمالی می‌تواند از ورود مواد پرتوزا به نیم‌کره جنوبی جلوگیری کند.
پنج پیمان منطقه بدون جنگ‌افزار هسته‌ای، همه نیم‌کره جنوبی را پوشش می‌دهند. تیمور شرقی هنوز پیگیر پیوستن به انجمن ملل آسیای جنوب شرقی (آسه‌آن) است. آبخوست‌های اقیانوس اطلس و اقیانوس آرام که در محدوده کشورهای منطقه بدون جنگ‌افزار هسته‌ای نیستند (نقشه روبرو) بین مدار ۶۰ درجه جنوبی، نصف‌النهار ۲۰ درجه غربی، و نصف‌النهار ۱۱۵ درجه خاوری قرار دارند که روی هم رفته مساحتی کمتر از ۸٬۰۰۰ کیلومتر مربع دارند. این آبخوست‌ها:
- یکی از سرزمین‌های فرادریایی بریتانیا به نام سنت هلن و وابسته‌های آن جزیره اسنشن و تریستان دا کونا
- جزیره بووه قلمرو نروژ
- برخی سرزمین‌های جنوبی و جنوبگانی فرانسه مانند جزایر کرگولن، جزایر کروزت، جزیره سنت پل، و جزیره آمستردام
- مجمع‌الجزایر چاگوس در قلمرو بریتانیا در اقیانوس هند که موریس بر جزیره دیه‌گو گارسیا آن ادعای مالکیت دارد.
- آب‌سنگ حلقوی ادو، فوواه مولاح که جنوبی‌ترین آب‌سنگ‌های حلقوی مالدیو هستند.

در ۱۹۹۴ (میلادی) کشورهای منطقه صلح و همکاری اقیانوس اطلس جنوبی، هسته‌ای‌زدایی در اقیانوس اطلس جنوبی را اعلام کردند. مجمع عمومی سازمان ملل این طرح را تصویب کرد. اما بریتانیا، آمریکا، و فرانسه هنوز با آن مخالف هستند.

## منطقه‌های گرمسیری
| منطقه            | همه                                                        | بخشی از                                              |
| ---------------- | ---------------------------------------------------------- | ---------------------------------------------------- |
| اقیانوس آرام     | جزایر ماریانا، ایالات فدرال میکرونزی، جزایر مارشال، پالائو | هاوایی (به جز شمال باختر)، جزایر کوچک حاشیه‌ای آمریکا |
| شبه‌جزیره عربستان | یمن                                                        | عربستان سعودی، عمان، امارات متحده عربی               |
| آسیای جنوبی      | مالدیو، سری‌لانکا                                           | جنوب هند، بنگلادش                                    |
| چین              | هاینان                                                     | یون‌نان، تایوان، گوانگ‌دونگ                            |

منطقه‌های بدون جنگ‌افزار هسته‌ای در آمریکای لاتین، آفریقا، و اقیانوس آرام جنوبی، بیشتر منطقه‌های گرمسیری در نیم‌کره جنوبی را پوشش می‌دهند. اما منطقه‌های بدون جنگ‌افزار هسته‌ای در نیم‌کره شمالی برای هند، پاکستان، و شبه‌جزیره عربستان وجود ندارند.
پنج پیمان منطقه بدون جنگ‌افزار هسته‌ای، ناحیه‌های بسیار کوچکی بالاتر از مدار رأس‌السرطان را پوشش می‌دهند که تنها شمال مکزیک، شمال باهاماس، شمال برمه (میانمار)، و شمال آفریقا را در بر می‌گیرد. اگرچه منطقه‌های آسیای میانه و مغولستان در مناطق معتدل شمالی هستند.

## نیم‌کره شمالی

منطقه بدون جنگ‌افزار هسته‌ای
کشورهای دارنده قدرت هسته‌ای
عضو هیچ پیمان منطقه بدون جنگ‌افزار هسته‌ای نیستند. اما عضو ناتو هستند.
عضو هیچ پیمان منطقه بدون جنگ‌افزار هسته‌ای نیستند. اما انرژی هسته‌ای دارند.
عضو هیچ پیمان منطقه بدون جنگ‌افزار هسته‌ای نیستند. اما عضو ناتو هستند یا انرژی هسته‌ای دارند.
تنها عضو پیمان منع گسترش جنگ‌افزارهای هسته‌ای هستند

بیشتر کشورهای غیر عضو در پیمان‌های هسته‌ای یا منطقه بدون جنگ‌افزار هسته‌ای در اروپا و اقیانوس اطلس شمالی هستند. این کشورها عضو (یا محصور شده) متحدان امنیت جمعی کشورهای دارنده جنگ‌افزار هسته‌ای هستند که از هنگام جنگ سرد و پیش از آغاز جنبش‌های منطقه بدون جنگ‌افزار هسته‌ای با یکدیگر همکاری می‌کردند.
۲۲ کشور، عضو هیچ پیمان منطقه بدون جنگ‌افزار هسته‌ای یا امنیت جمعی نیستند. ۱۲ کشور در خاورمیانه، ۶ کشور در آسیا و ۴ کشور که در گذشته بخشی از اتحاد جماهیر شوروی سوسیالیستی بودند. پیشنهادهایی برای پیدایش منطقه بدون جنگ‌افزار هسته‌ای خاورمیانه داده شده‌است. نمونه پیشنهادها برای این پیمان در سال ۲۰۰۹ از سوی سازمان ملل و ۲۰۱۱ (میلادی) از سوی آژانس بین‌المللی انرژی اتمی، برای خاورمیانه و همچنین شبه‌جزیره کره، اروپای مرکزی، آسیای جنوبی، آسیای جنوب خاوری، و شمالگان داده شده‌اند.
همه کشورهایی که جنگ‌افزار هسته‌ای ندارند به جز سودان جنوبی عضو پیمان منع گسترشجنگ‌افزارهای هسته‌ای هستند. البته ۵ کشور دارنده جنگ‌افزار هسته‌ای نیز هستند که پیمان‌نامه منع گسترش سلاح‌های هسته‌ای را تحریم کرده‌اند.

### اروپا
بریتانیا، فرانسه، و آمریکا چتر هسته‌ای خود را بر روی ۲۵ کشور دیگر عضو سازمان پیمان آتلانتیک شمالی (ناتو) و شش کشور دیگر اروپایی که عضو ناتو نیستند (اتریش، قبرس، جمهوری ایرلند، مالت، سوئد، و فنلاند) گسترانده‌اند. این شش کشور غیر عضو ناتو، عضو دفتر سیاست‌گذاری دفاعی و امنیتی مشترک اتحادیه اروپا هستند.
دیگر کشورهای اروپایی که در گذشته بخش باختری شوروی را تشکیل می‌دادند به همراه سوئیس و کشورهای کوچک در اروپای غربی که عضو اتحادیه اروپا یا ناتو نیستند (مانند لیشتن‌اشتاین، موناکو، سان مارینو، واتیکان، و آندورا) و همچنین کشورهای منطقه بالکان که هنوز عضو اتحادیه اروپا نیستند (آلبانی، بوسنی و هرزگوین، صربستان، مونته‌نگرو، و کوزوو) نیز تحت پوشش دفاع هسته‌ای اتحادیه اروپا و ناتو هستند.

### شوروی پیشین
بلاروس و ارمنستان به همراه کشورهای پیمان سمیپالاتینسک در سازمان پیمان امنیت جمعی متحد روسیه هستند. سه کشور کناره دریای بالتیک (لیتوانی، استونی، لتونی) به ناتو پیوسته‌اند. کشورهای سازمان توسعه اقتصادی و دموکراسی گوآم (گرجستان، جمهوری آذربایجان، اوکراین، و مولداوی) عضو هیچ پیمان امنیتی نیستند.

### اقیانوس آرام شمالی
کره جنوبی و ژاپن متحدان آمریکا و زیر چتر هسته‌ای آن کشور هستند. درحالیکه سه کشور منطقه میکرونزی (جزایر مارشال، ایالات فدرال میکرونزی، و پالائو) با آمریکا پیمان اتحادیه آزاد دارند.

سازمان پیمان آتلانتیک شمالی (ناتو) یک اتحاد نظامی ژئواستراتژیک که آمریکای شمالی و بیشتر اروپا را در بر می‌گیرد.

### آسیای جنوبی
هند و پاکستان جنگ‌افزار هسته‌ای دارند. این دو کشور به همراه افغانستان، سری‌لانکا، مالدیو، بنگلادش، نپال، و بوتان عضو هیچ پیمان منطقه بدون جنگ‌افزار هسته‌ای نیستند.

### خاورمیانه
۶ کشور شورای همکاری خلیج فارس و ۵ کشور دیگر عرب‌زبان (یمن، اردن، لبنان، سوریه، و عراق) به همراه ایران جنگ‌افزار هسته‌ای ندارند و عضو هیچ پیمان منطقه بدون جنگ‌افزار هسته‌ای نیستند. مجمع عمومی سازمان ملل پیشنهاد منطقه بدون جنگ‌افزار هسته‌ای خاورمیانه را داده‌است. در بازخوانی پیمان‌نامه منع گسترش سلاح‌های هسته‌ای در همایش سال‌های ۱۹۹۵ (میلادی) و ۲۰۱۰ (میلادی) درخواست نابودی همه جنگ‌افزارهای کشتارجمعی در خاورمیانه داده شده‌است. در دسامبر ۲۰۱۳ (میلادی) یک همایش بین‌المللی برای خاورمیانه بدون جنگ‌افزارهای کشتار جمعی در حیفا اسرائیل برگزار شد که در آن، همه شهروندان جهان که از نبود پیشرفت در گفتگوهای رسمی در خاورمیانه نگران بودند شرکت داشتند.